# 反馬英九

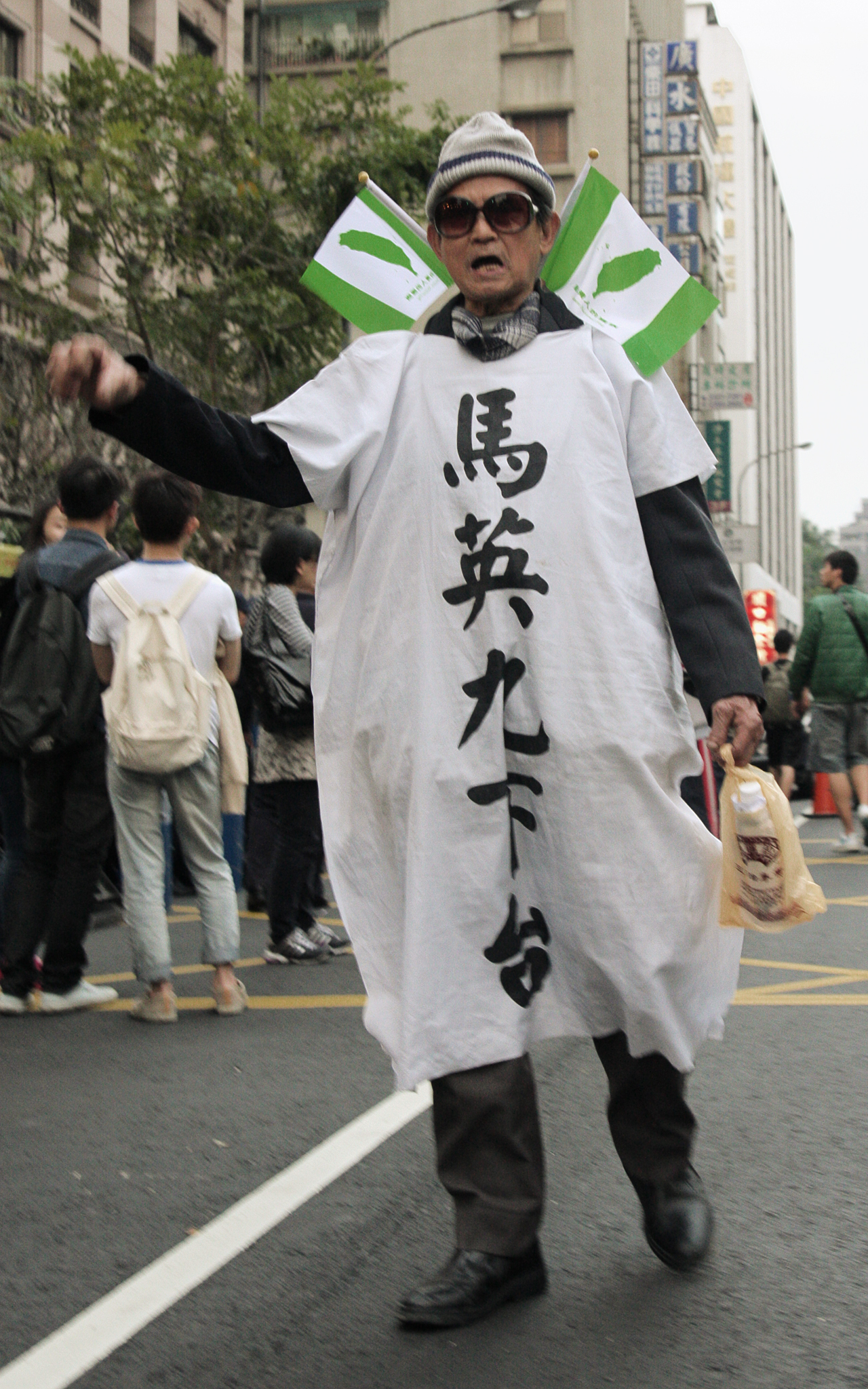
2014年3月18日，318青年佔領立法院當天，在立法院外一名示威者抗議馬英九強行通過兩岸服務貿易協議，要求總統馬英九下臺。

反馬英九，又稱倒馬、反馬、罷馬或嗆馬，是專指前中華民國總統馬英九任內發生於臺灣的多起社會運動，多以要求馬英九辭去總統職務為訴求，同類的臺灣政治運動有百萬人民倒扁運動。
反馬運動的時間主要發生在馬英九政府任期期間，主要是泛綠支持者推動，但也有不少同樣反對泛綠政黨的第三勢力聲音。在其社會運動的成員隨著時間推移，有擴大至臺灣社會各層面的趨向，見下文所述。

## 背景
起初，在馬英九於法務部部長任內期間，嚴打黑金，得罪不少同屬中國國民黨的黨內同志，後索性辭官，獲得當時民眾的好評；其後，1998年臺北市長選舉，在宋楚瑜宣布不參選後投入選戰，擊敗當時尋求連任的民主進步黨籍候選人陳水扁與新黨的王建煊後，其聲勢扶搖直上；2000年中華民國總統選舉，分裂的國民黨(連戰、宋楚瑜)被民進黨擊敗，臺灣在無預期下完成第一次政黨輪替，在野的泛藍陣營尋求整合，以期奪回執政權，時任臺北市市長的馬英九以清廉形象與高個人魅力被視為未來可以擊敗陳水扁的政治明星；2004年中華民國總統選舉，國民黨的連宋配以微弱差距再度敗給民進黨，馬英九被推為「泛藍共主」；2005年，馬英九擊敗立法院長王金平，成為國民黨主席，其後，陳水扁爆發國務機要費案，引起了社會不滿，導致倒扁運動正式產生，泛綠陣營支持度大幅低落，終於在2008年中華民國總統選舉時，馬英九擊敗了民進黨的謝長廷與蘇貞昌，成為中華民國總統，達到其從政生涯最高峰，臺灣完成第二次政黨輪替。

## 支持度下滑

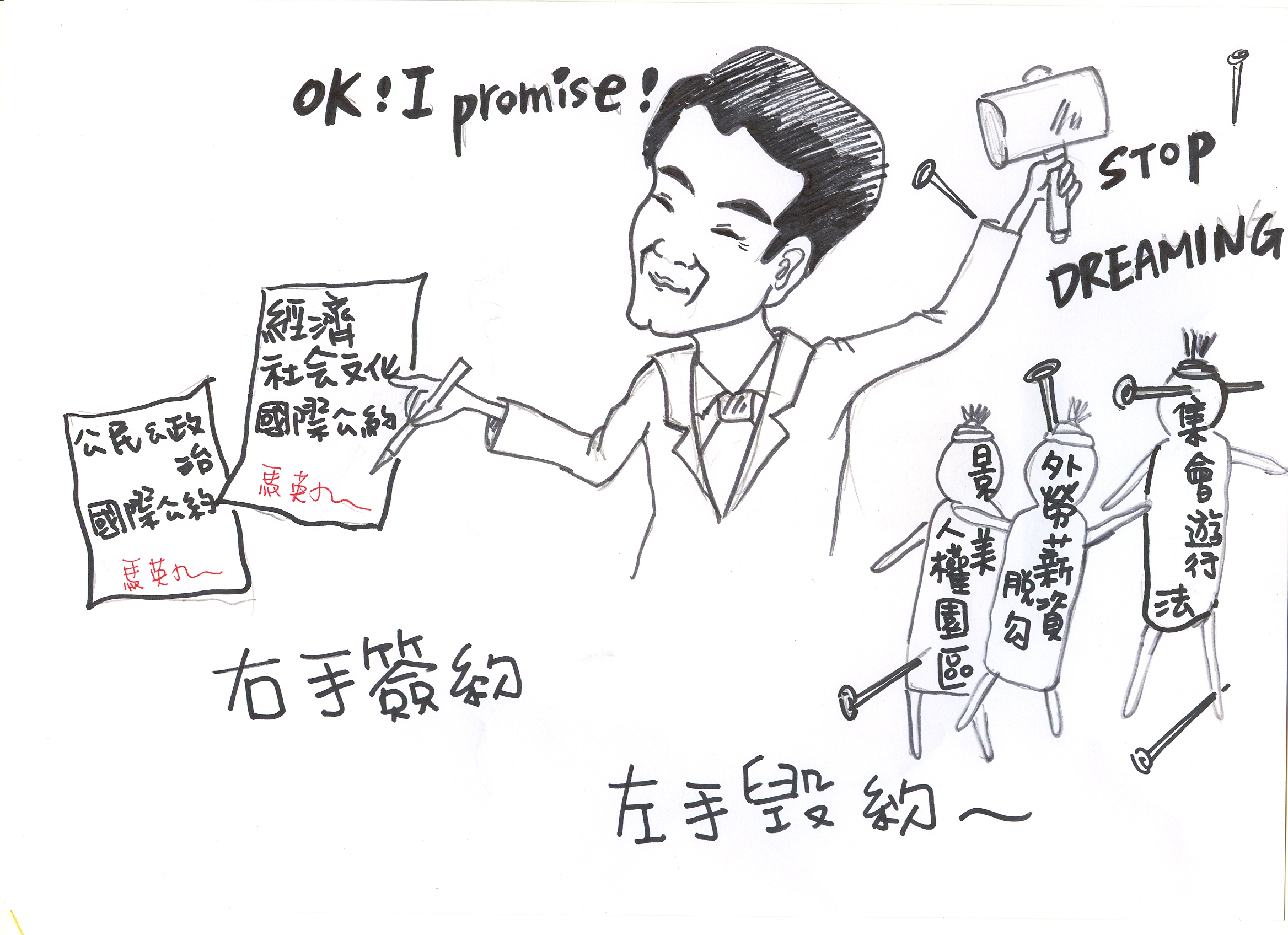
諷刺馬英九讓臺灣人權倒退的漫畫。

由於當前中華民國在修憲後改行雙首長制，行政院院長由總統直接任命，不經立法院同意，實務上等於總統直接透過行政院長施政，故內閣的表現亦連帶影響了總統的支持度。再加上馬政府上臺後在經濟上不斷放寬對中國的投資限制或加強與之整合、在文化等其餘各層面都推動與之交流，甚至提出兩岸可進行政治談判、簽署和平協議。
而對來臺之中國人又有過度禮遇的接待，也不時表現出與中國大陸價值觀一致的傾向，並在公開場合多次強調要「深化兩岸交流」，流露中國民族主義思維。此外更有民調顯示，相當程度民眾認為馬英九對於台灣前途的的立場是傾向統一，遂逐漸引起民間不安甚至反感。

### 劉兆玄內閣
2008年底，政府決定舉債發行振興經濟消費券，短期雖然獲得肯定，但是最終反而造成自2000年以來的經濟負成長；之後內閣閣員的一連串不當發言與危機處置不當，使得政府支持度大跌，最終劉內閣於2009年9月10日總辭。

### 吳敦義內閣
吳敦義內閣接任之後，因為院長吳敦義本身的爭議言行，也影響了總統的聲望；吳內閣時期，更爆發了數樁重大爭議事件，此後馬政府的支持度就一直在低檔。

### 陳冲內閣
瘦肉精美牛、油電雙漲等爭議，633政見跳票，在在都打擊了馬政府。

### 江宜樺內閣
此時期的馬政府滿意度，已經低於扁政府最差時期，倒馬一詞漸漸在社會輿論中出現。
2013年7月底，國民黨中央委員候選名單出爐，具貪腐、違法、濫權等爭議的彰化縣長卓伯源、苗栗縣長劉政鴻、基隆市長張通榮等人，再度獲黨主席馬英九提名，排名次序也大幅提前。柯建銘表示，馬英九永遠站在民意的對立面，「這是整個政權要結束的前兆！」
2014年10月31日，原馬英九辦公室主任、臺北市議會議員賴素如因臺北雙子星弊案被控期約索賄1500萬元，且已收取前金100萬元，再以市議員職權在議會提案護航太極雙星團隊，排除其他廠商競爭，遭臺北地方法院依職務上之行為收受賄賂罪判處10年有期徒刑，褫奪公權5年。

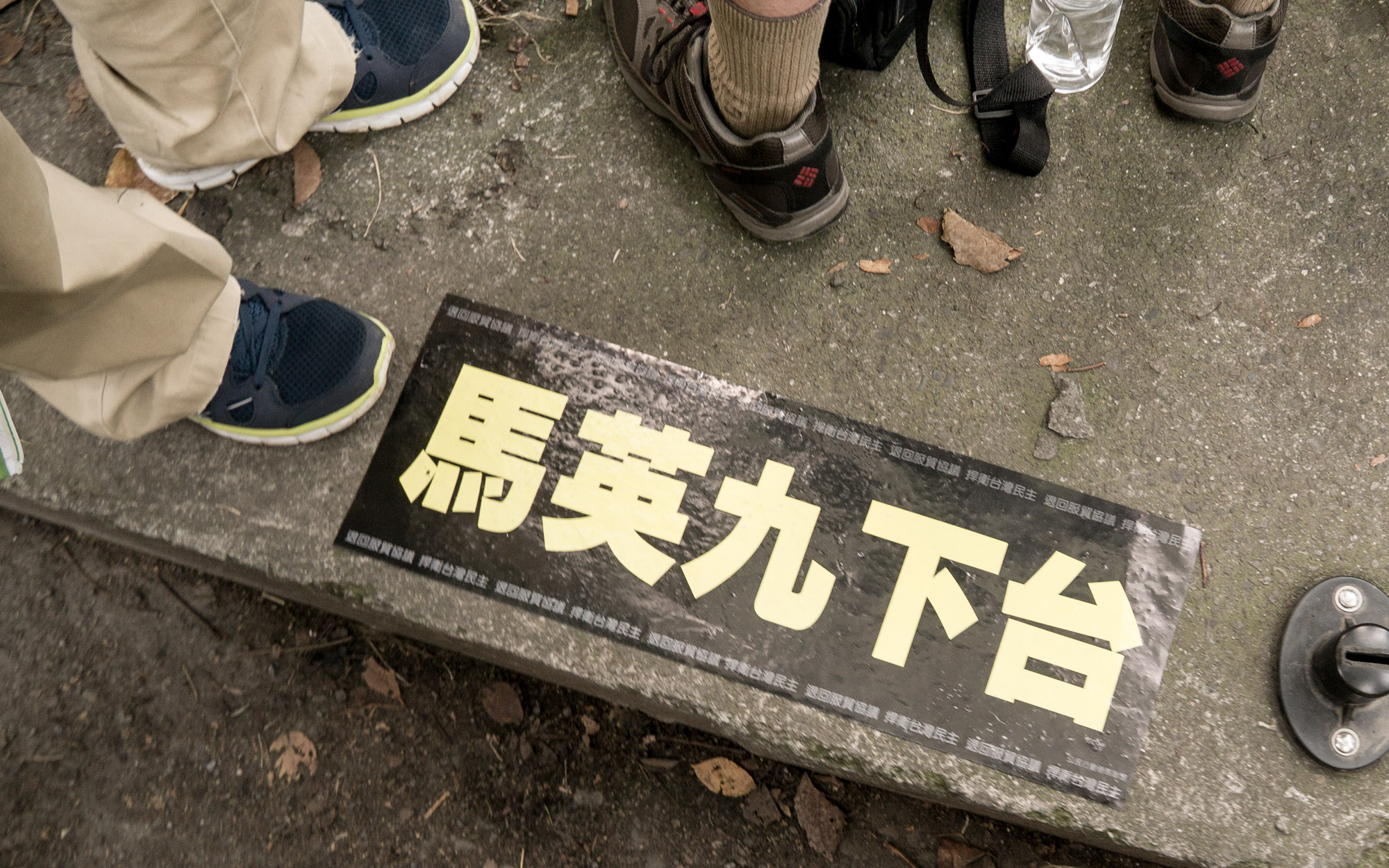
2014年3月30日太陽花學運期間，抗議者在馬路貼上要求馬英九下臺的標語。

2013年9月，馬英九對同屬國民黨的立法院長王金平祭出黨紀處分，撤銷其黨籍，已無法如20年前時獲得民意的支持了，因此時馬本身與其親信的操守也受到了大眾的質疑，馬英九在機構的民望僅剩9%，馬的社會聲望完全崩盤。

#### 太陽花學運
2014年3月，爆發了反對服貿協議及兩岸經濟整合的太陽花學運，是立法院首次遭到民眾佔領的事件，期間長達二十餘日。期間官民、警民、藍綠及統獨兩造大小衝突不斷。甚至創下行政機關一度遭群眾攻佔破壞的首例。抗議期間，亦有民眾向媽祖祈願，求馬英九下臺。各種攻擊馬英九及國民黨的流行用語更大為流傳。

#### 九合一選舉
2014年11月29日，九合一大選揭曉，國民黨在縣市長席次上從原有之十五席大跌至六席、得票率僅40%，創下新低紀錄。因選舉慘敗，江宜樺當日請辭獲准，12月1日內閣總辭。
2014年12月8日毛治國內閣接替江宜樺內閣。

## 倒馬道具

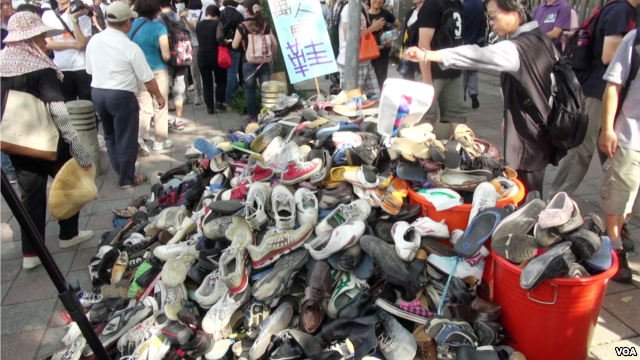
2013年臺灣人民捐贈舊鞋供公民團體威鞋(脅)馬英九，並要求其下臺。

臺灣民眾在抗議馬英九政府的示威遊行中會使用某些道具，以作為對其主張之另類表達。
- 棺材：以送葬方式，象徵政府已死。[20]

- 鞋子：倒馬民眾稱之為威鞋(與威脅同音)。起因於2013年9月，因大埔事件中被強拆戶張森文疑似自殺，臺灣青年學生陳為廷向主導強拆的縣長劉政鴻扔鞋抗議而被提告後，臺灣民眾聲援陳為廷，並模仿用於為對馬英九的抗議。[21]

- 明信片：以一人一信的方式，寄往臺北市重慶南路一段122號，上書要求馬英九辭職下臺的字句，倒馬民眾稱之為「解職令」、「解職通知信」等。[22]

- 砂石車：2014年1月25日清晨，總統府大門遭砂石車撞進，是臺灣最高權力中心所在之建築自1919年落成以來除太平洋戰爭末期的臺北大空襲之外最嚴重的攻擊性維安事件。駕駛張德正表明「要想推翻一個爛政府，沒有激烈的動作是沒辦法的」。[23][24]

- 書：2014年9月26日，馬英九在前往臺北大直典華飯店參加「亞太連鎖加盟展」晚宴時，突然遭隸屬於台灣基進的顏銘緯丟擲之「被出賣的臺灣」一書擊中腹部。[25]

- 其他：灑冥紙、潑油漆、丟雞蛋等，由於在過去倒扁運動中已用過，本次倒馬運動較為少見。

## 不支持罷免馬英九的看法
由於按照現行中華民國憲法規定，當總統於任期未滿時缺位時，由副總統繼位接任至任期屆滿後再改選，而時任副總統為吳敦義。
因此，不支持罷免馬英九的人士，也有一部分是屬於反對吳敦義的，而非等於認同馬英九及國民黨政府的一切作為。
- 蔣孝嚴（前國民黨副主席）：「臺灣已是非不分道德淪喪」，「現在狀況的確是很混亂，烏賊滿街跑，但只要有是非的人，都會力挺馬英九。」[26]

- 謝長廷（前行政院院長）：「罷免馬英九，讓副總統變總統，這…。」[27]

## 圖集

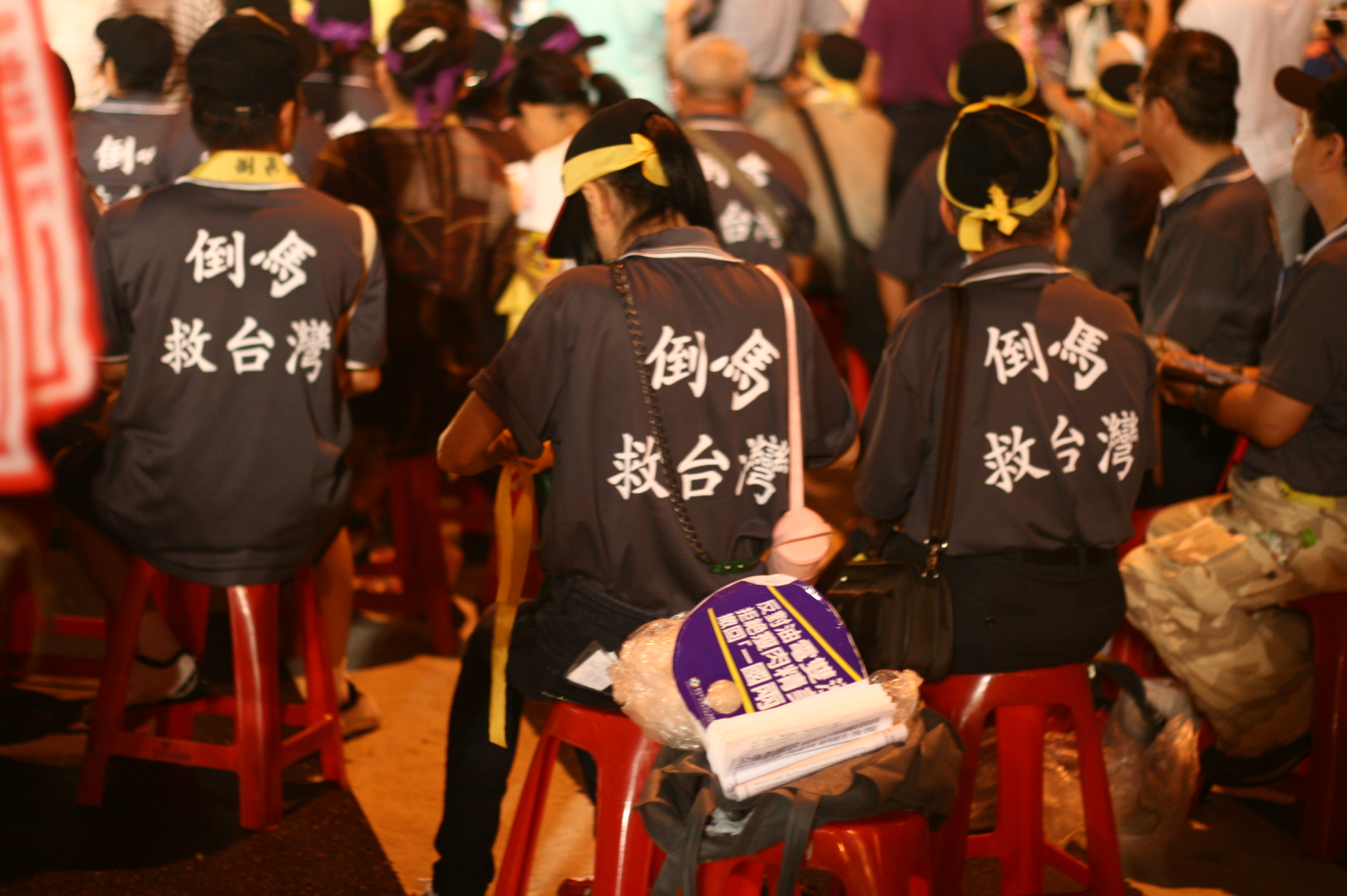
2012年5月19日，臺灣民眾發動的反馬英九遊行，穿著「倒馬救臺灣」字樣衣服的民眾
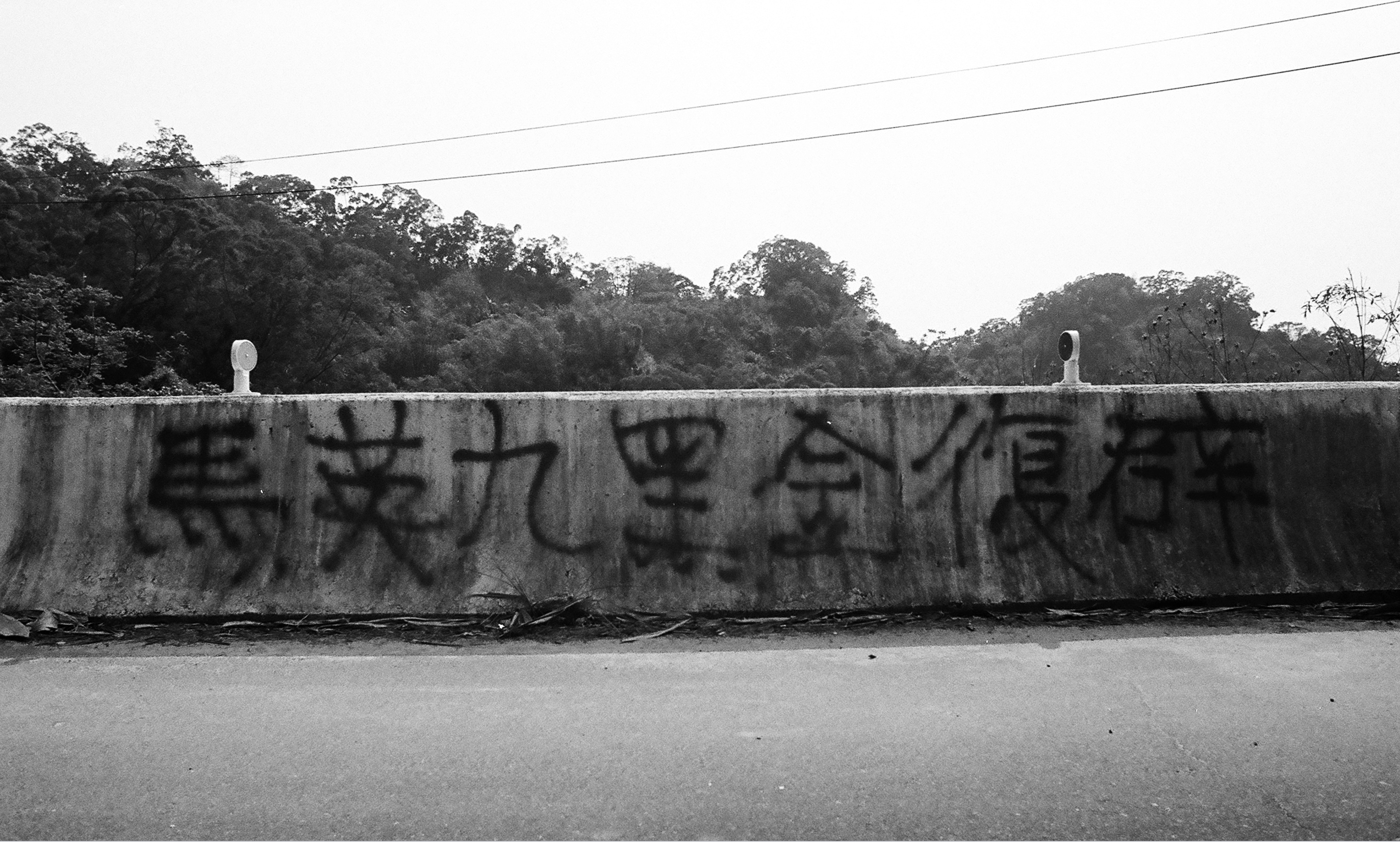
2007年警告馬英九將使黑金復辟的路面塗鴉（臺中）
2008年總統大選前質疑馬英九是外國人及其對臺灣忠誠度的戶外廣告
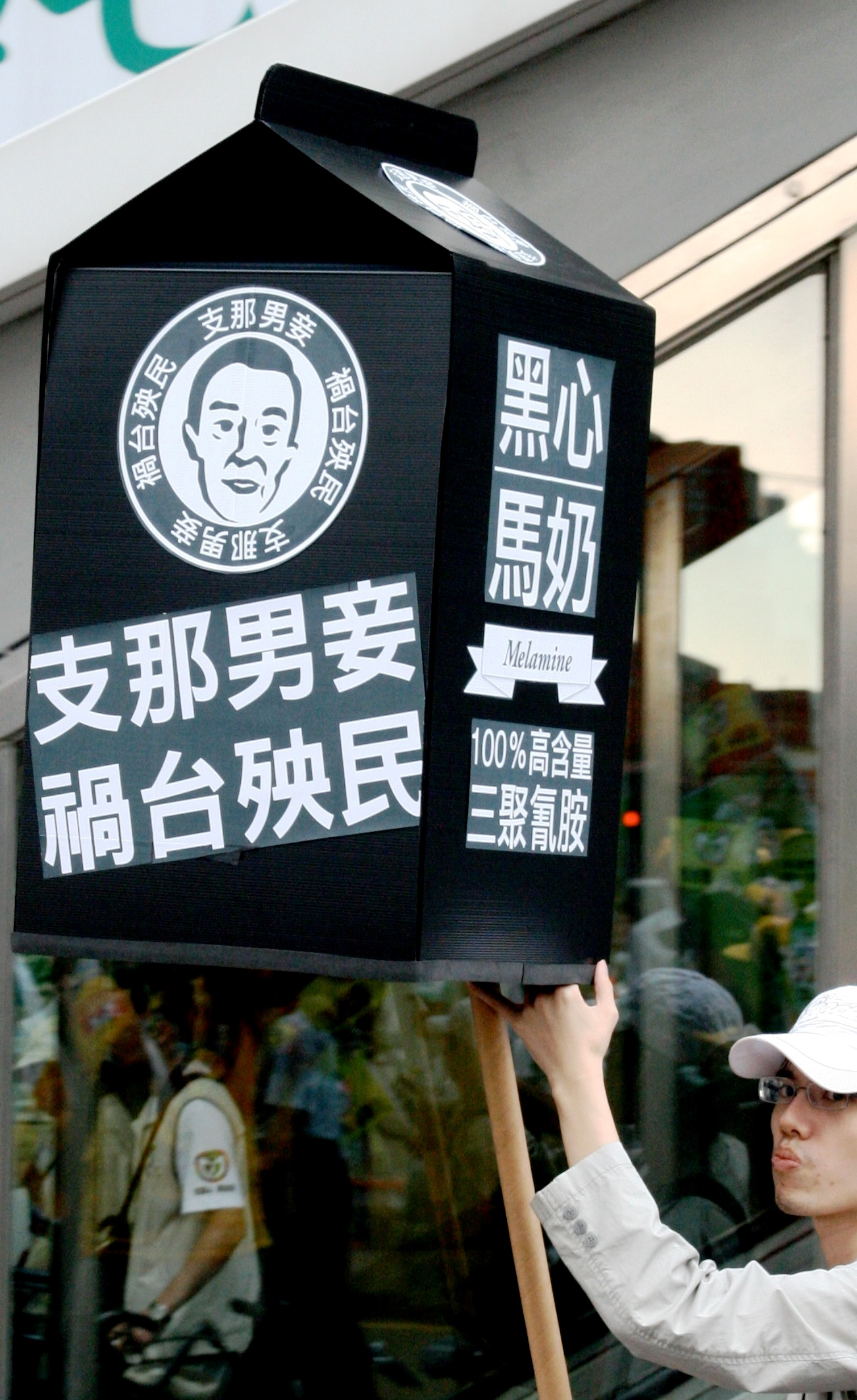
2008年1025反黑心顧臺灣大遊行上反黑心支那人馬英九的道具
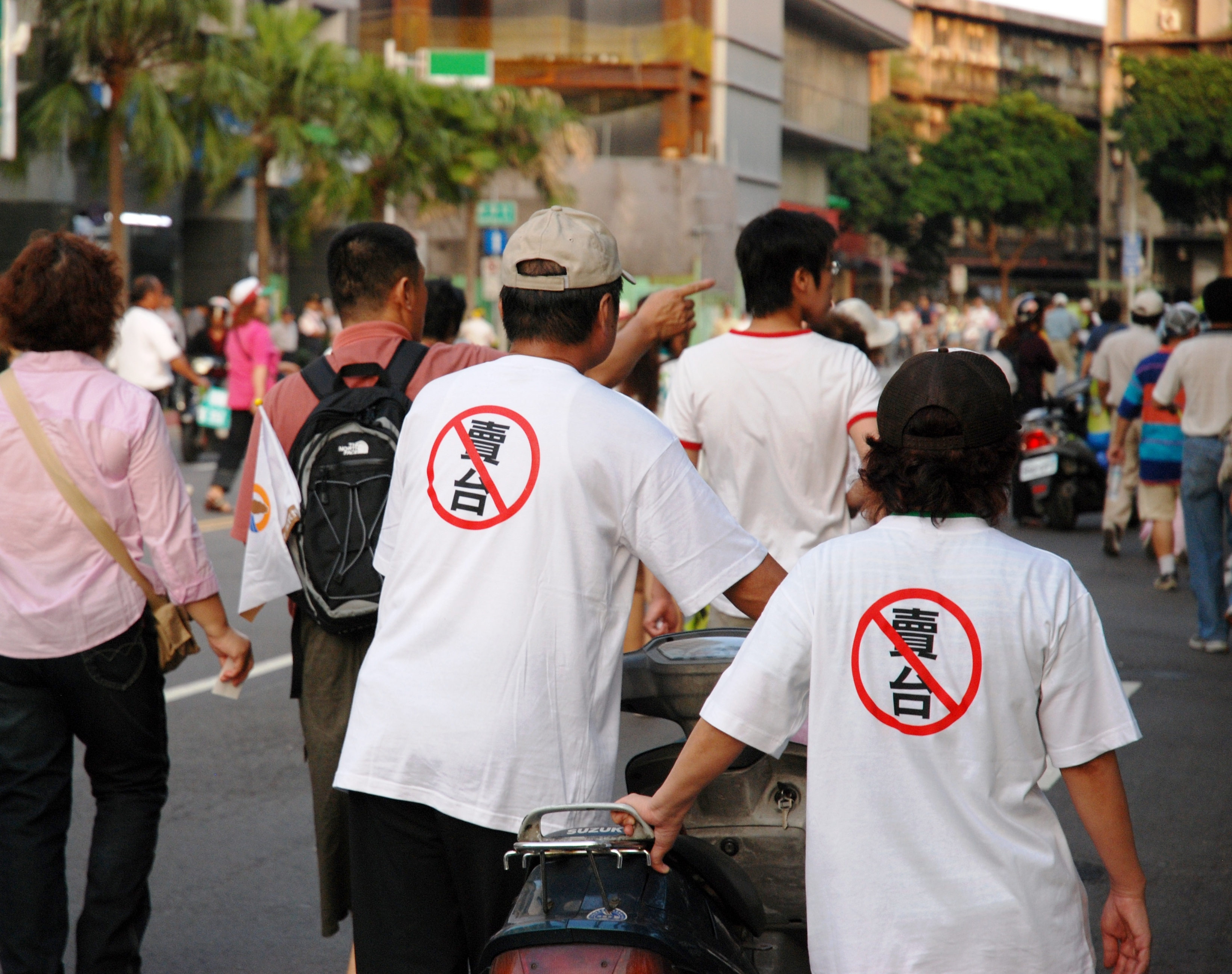
2008年1025反黑心顧臺灣大遊行之反馬英九政府賣臺T恤
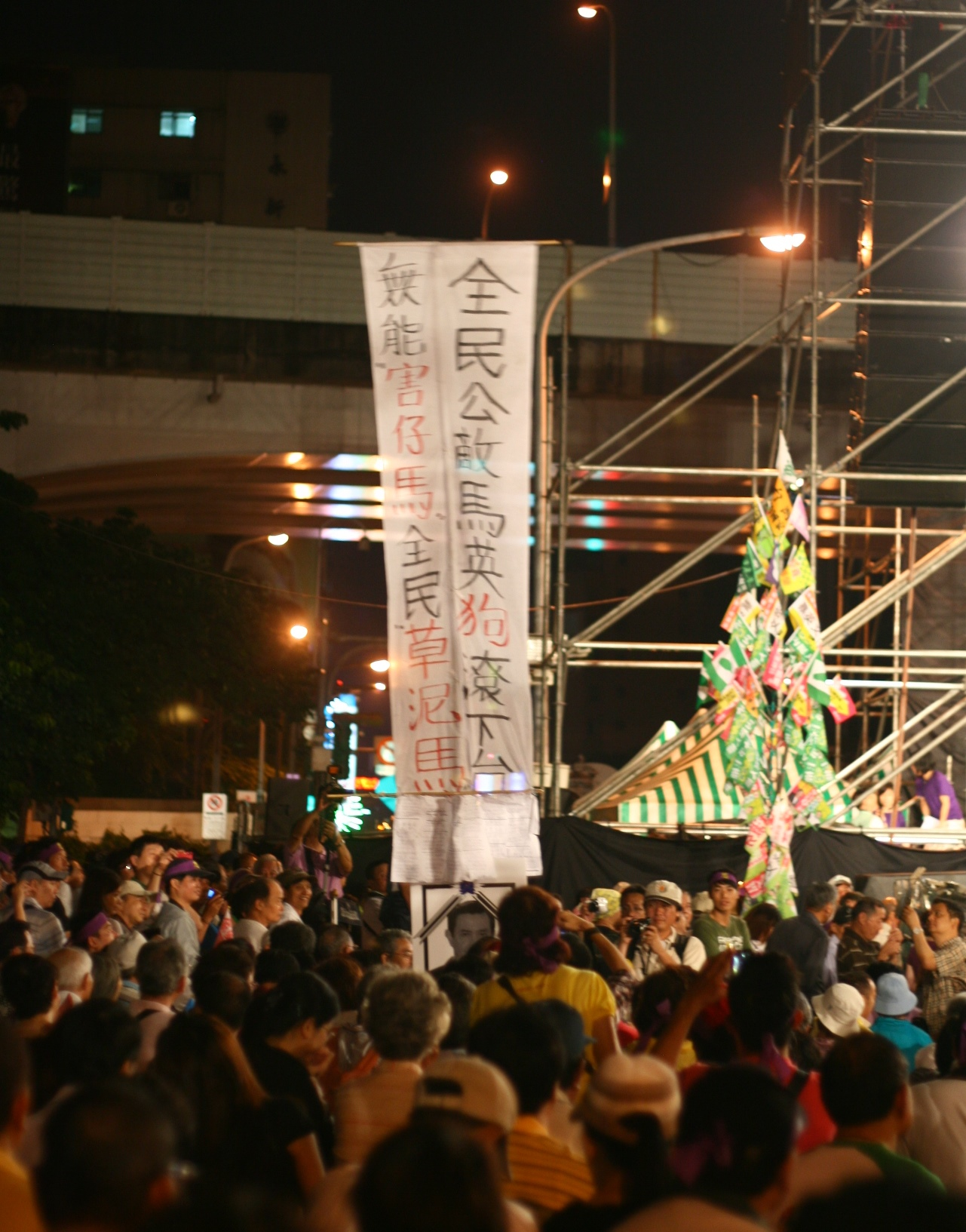
2012年517嗆馬保臺大遊行全民公敵
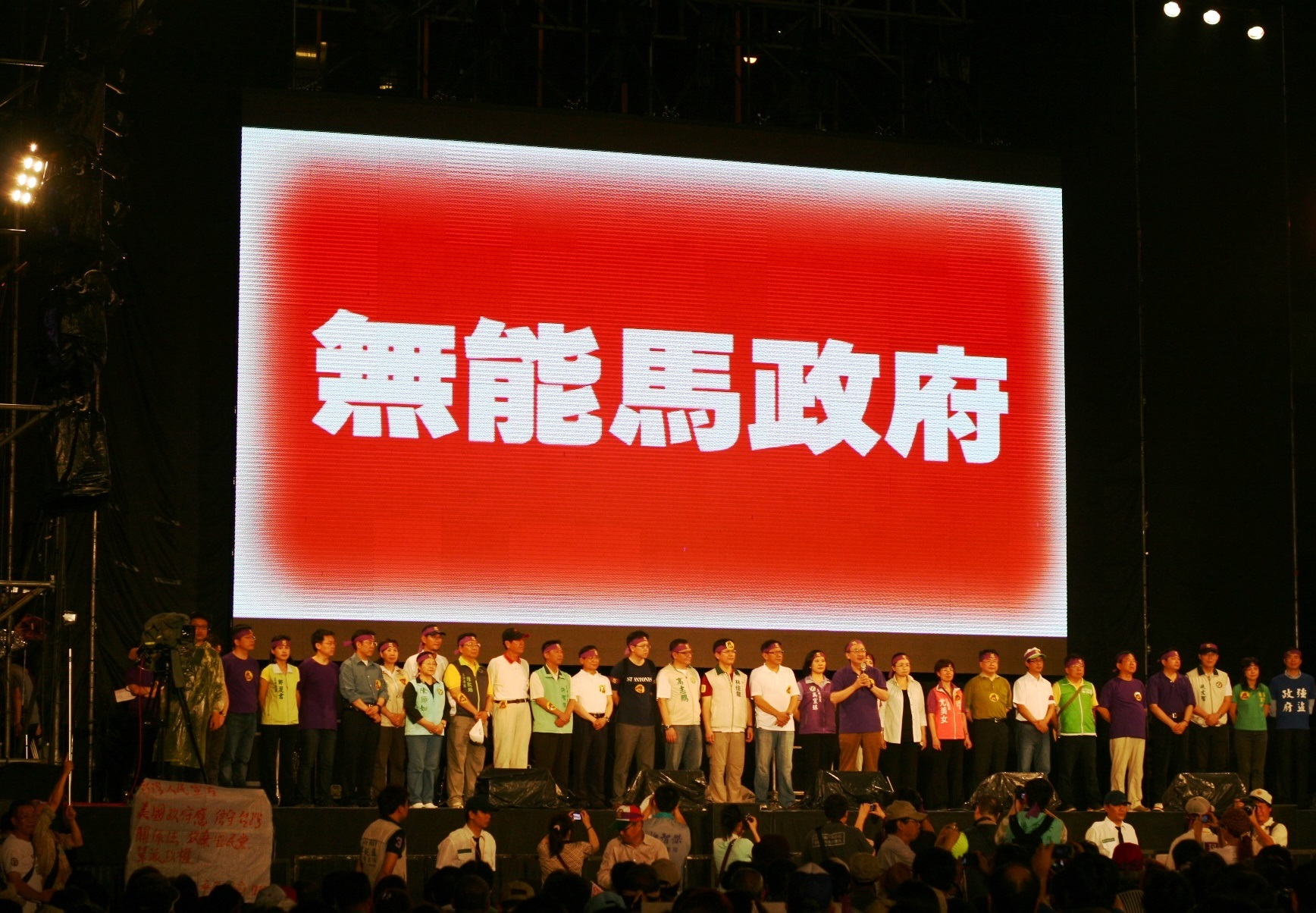
2012年臺灣519嗆無能馬政府晚會
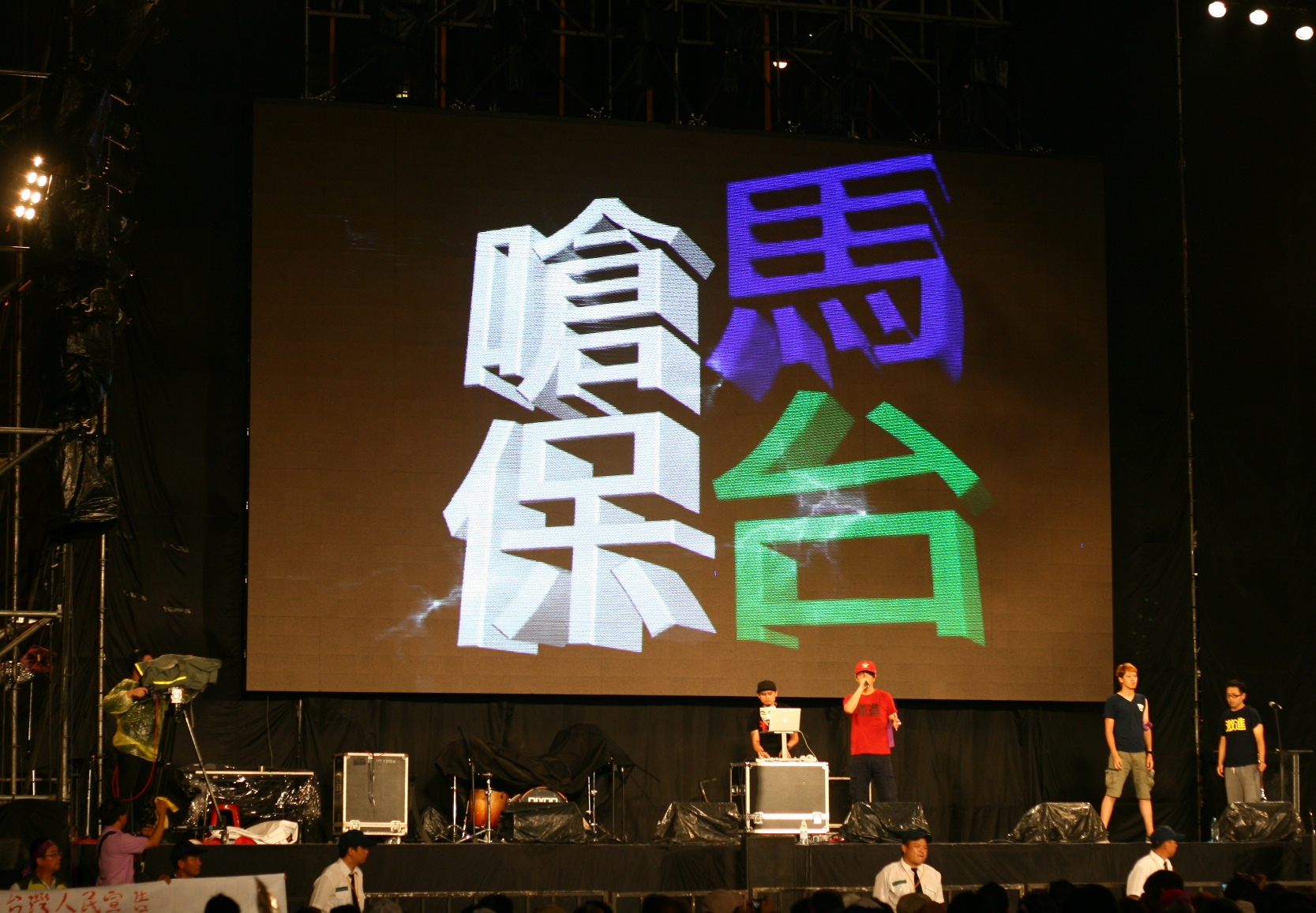
2012年臺灣519嗆馬保臺晚會
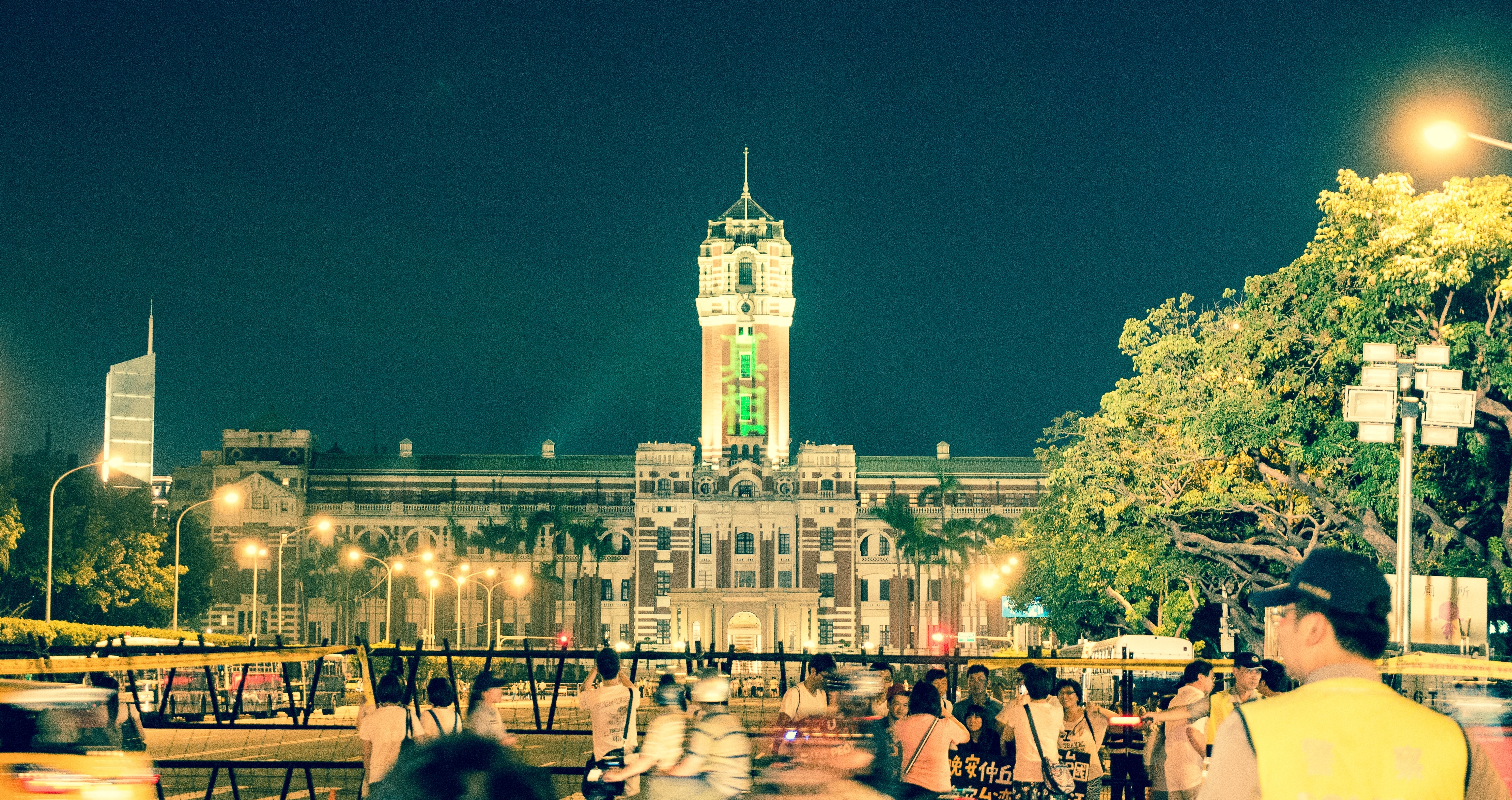
2013年白衫軍公民運動在總統府投射上「真相」字樣，抗議三軍統帥無能指揮查明真相
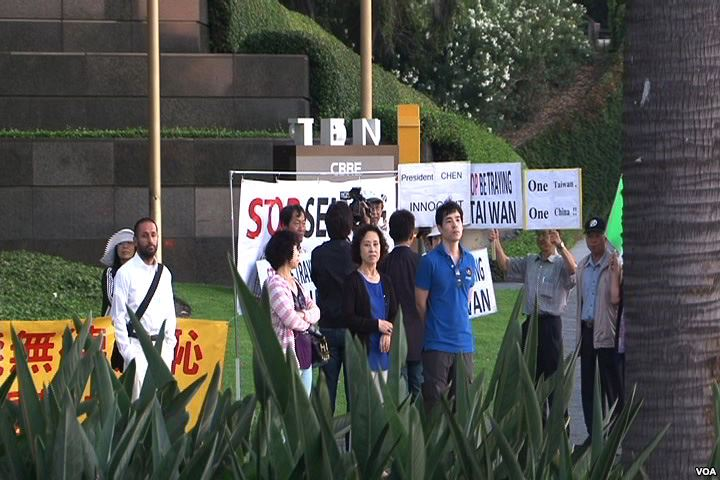
2013年馬英九訪問美國洛杉磯期間的反馬示威抗議者。
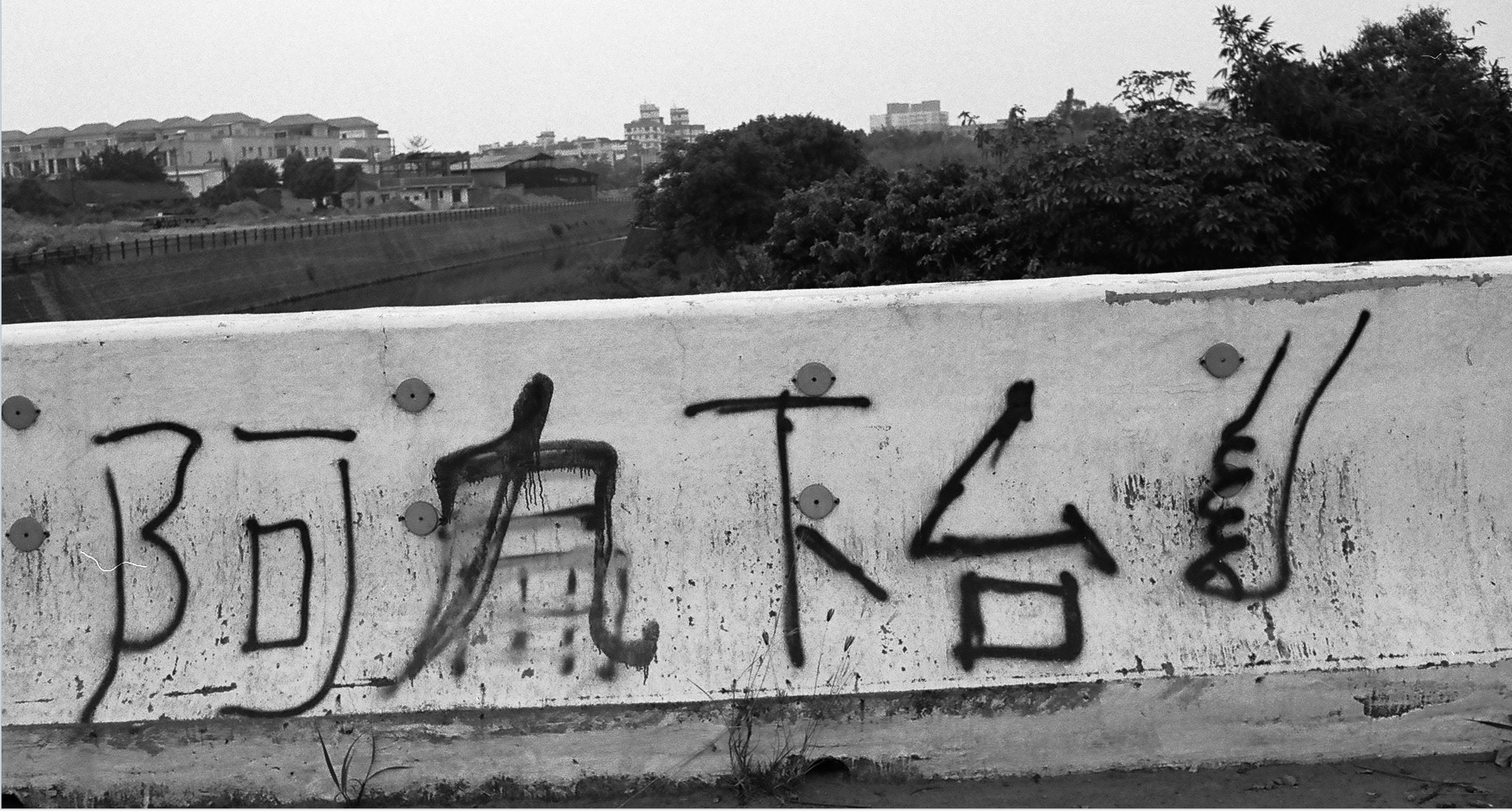
從「阿扁下臺」被改為「阿九下臺」的抗議塗鴉
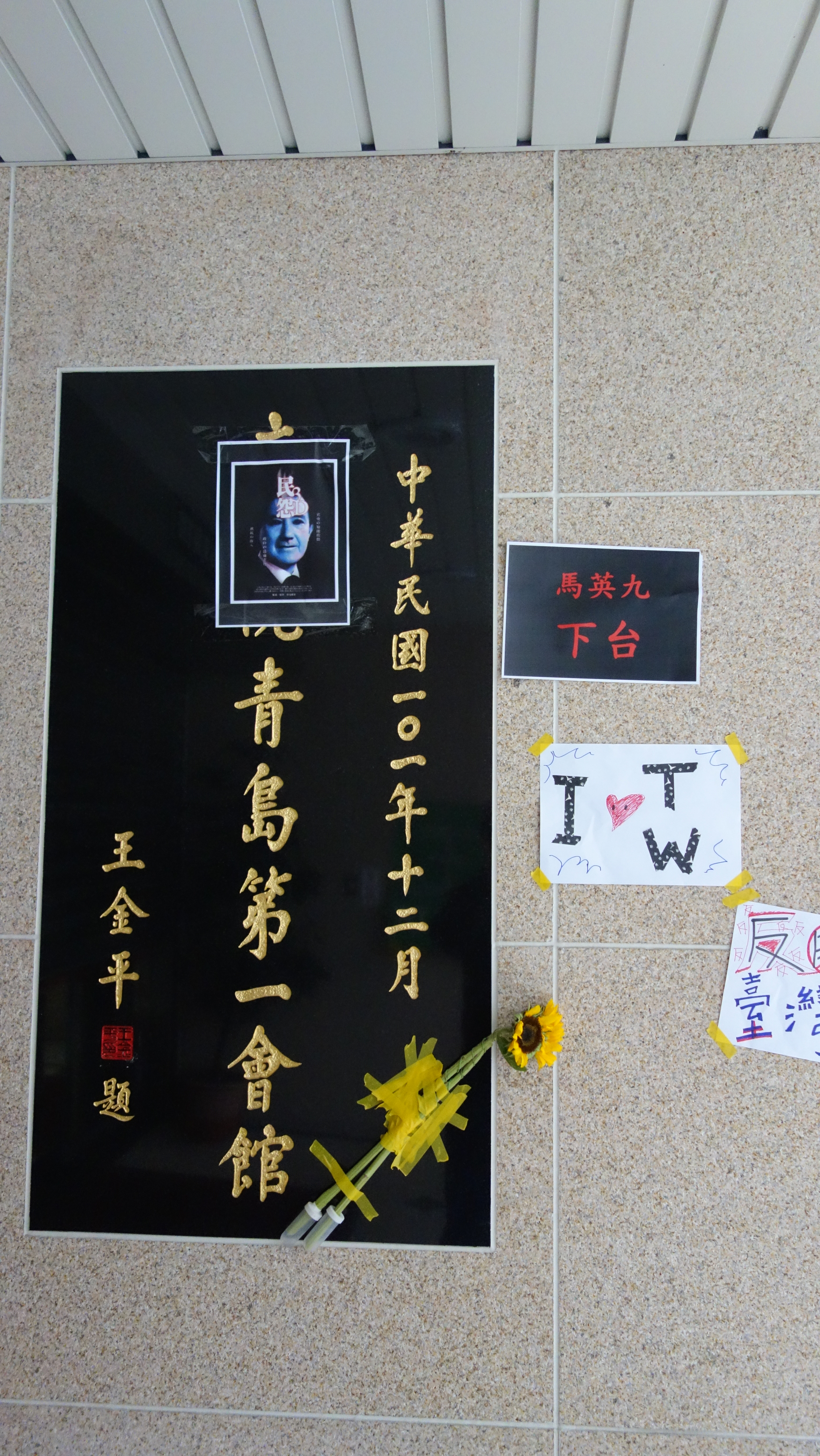
太陽花學運期間，抗議者貼上要求馬英九下臺的標語

## 参見
- 富邦案
- 馬英九
- 葉武台
- 馬以南
- 莊國榮
- 公民1985行動聯盟 / 白衫軍
- 九月政爭 / 監聽國會事件(2013年)
- 扔鞋，有統計2013年以來，馬英九被扔鞋的次數。
- 517嗆馬保臺大遊行(2007年)
- 野草莓學運(2008年11月)
- 830百日怒吼大遊行(2008年)
- 1025反黑心顧臺灣大遊行(2008年)
- 519嗆馬踹共大遊行(2012年)
- 反媒體壟斷大遊行(2012年)
- 2012年中華民國總統罷免案
- 白衫軍運動(2014年)
- 立法院對行政院院長之不信任案
- 2014年中華民國總統府遭砂石車衝撞事件(2014年)
- 太陽花學運 / 318青年佔領立法院行動 / 佔領行政院(2014年)
- 馬英九政府
- 對中國國民黨的批評與爭議